# Александър Хаджигеоргиев
Александър Хаджигеоргиев е български революционер, деец на Вътрешната македоно-одринска революционна организация.

## Биография
Александър Хаджигеоргиев е роден през 1882 година в Кратово, тогава в Османската империя. През Балканската война е доброволец във 2 рота на 3 солунска дружина на Македоно-одринското опълчение, а от ноември 1912 година е войвода на чета № 3 на МОО и се сражава в планината Курудаг. Съвместно с чета № 4 разгромява турски гарнизон при село Ерелису, Малгарско и изгаря селото.